# Abbaye-aux-Bois

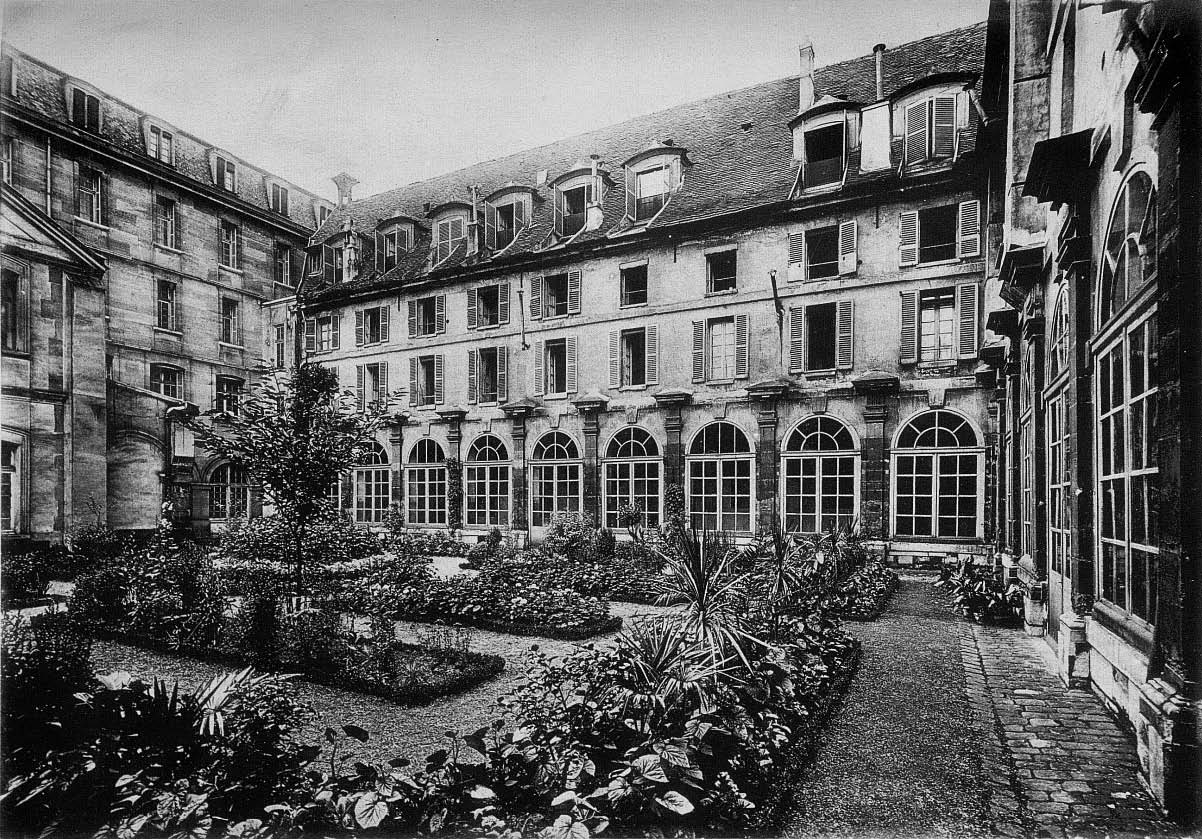
Hof der Abbaye-aux-Bois um 1905

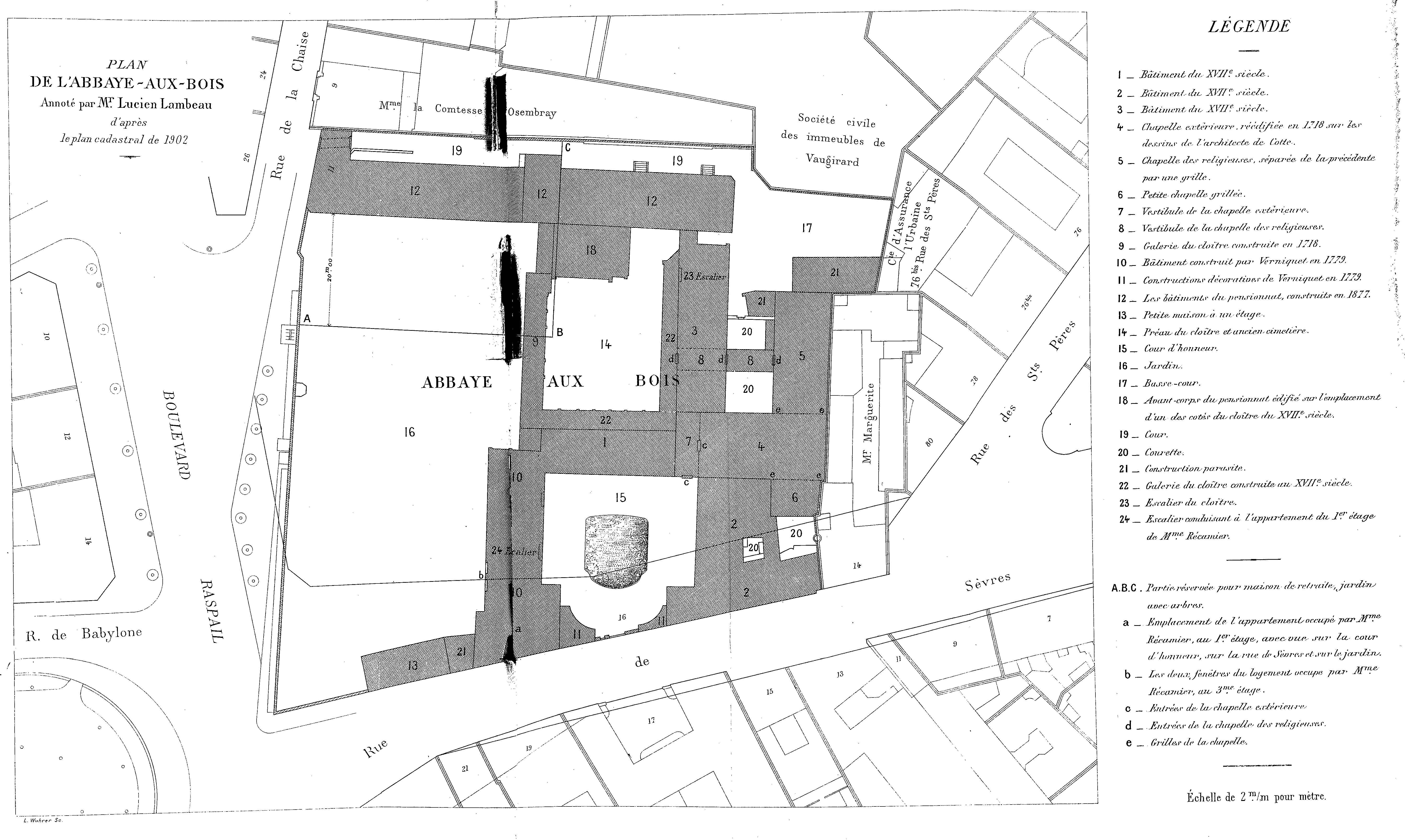
Plan der Abbaye-aux-Bois um 1905

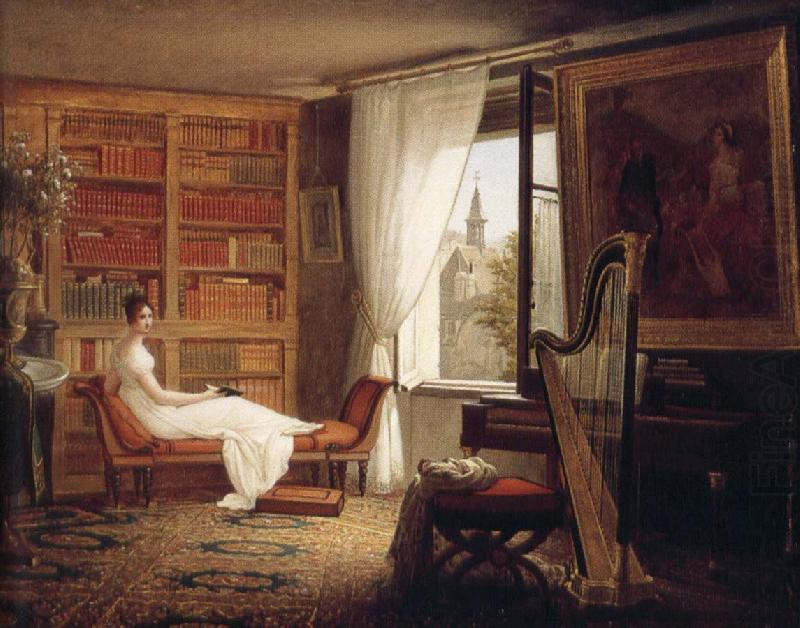
La chambre de Madame Récamier à l’Abbaye-aux-Bois, François-Louis Dejuinne, 1826

Die Abbaye-aux-Bois war ein Zisterzienserinnen-Konvent in Paris. Er stand in der Rue de Sèvres 16 und Rue de la Chaise 11 im 7. Arrondissement.
Die Abtei wurde 1202 als Notre-Dame-aux-Bois in Ognolles (Bistum Noyon) von Jean II., Seigneur de Nesle vor seinem Aufbruch zum Kreuzzug gegründet. Vermutlich gehörte sie schon damals den Zisterziensern an. Die Abtei entwickelte sich rasch aufgrund des Schutzes von Papst und König und aufgrund von Schenkungen, die fast ausschließlich aus dem Adel und dem Bürgertum der Region kamen. Der Hundertjährige Krieg, die Hugenottenkriege setzten der Abtei schwer zu, bis sie nach mehreren Umzügen sich 1654 endgültig dank der Protektion Anna von Österreichs, der Mutter Ludwigs XIV. in Paris in den Gebäuden niederlassen konnten, die zuvor die Annuntiatinnen belegt hatten. Die Namensänderung wurde dann 1667 genehmigt. 1680 komponierte Marc-Antoine Charpentier für das Kloster seine „Leçons de ténèbres“. 1718 ließen die Nonnen die Kirche wiederaufbauen. Die Gemeinschaft, die fast ausschließlich aus Adligen bestand, widmete sich der Erziehung von Töchtern der höchsten Gesellschaftsschicht, solchen, die pro Jahr 400 Livres Schulgeld aufbringen konnten.
Der Konvent wurde 1792 aufgelöst, die Gebäude zum Nationalgut erklärt und während der Terrorherrschaft als Gefängnis genutzt. Am 5. Frimaire des Jahres VII (25. November 1798) wurde die Immobilie verkauft und anschließend zu Privatwohnungen umgebaut, lediglich die Kirche blieb erhalten. Hier wurden 1802 die Gottesdienste als Teil der Pfarre Saint-Thomas d‘Aquin wiederaufgenommen. Mit königlicher Ordonnanz vom 18. November 1827 konnten in die Gebäude an der Rue de Sèvres Augustiner-Chorfrauen einziehen. Erneut widmete sich das Kloster der Erziehung, vermiete nun darüber hinaus einen Teil an alleinstehende Frauen der oberen Gesellschaftsschicht.
1904 wurde das Kloster durch Gesetz erneut aufgelöst, 1907 wurden die Gebäude abgerissen, um die Rue de Sèvres zu erweitern, die Rue Récamier und den Square Roger-Stéphane anzulegen. An der Stelle, an der damals die Kapelle stand, wurde 1919 das Théâtre Récamier errichtet, heute ein Übungssaal der Comédie-Française.
In dem Gebäudeflügel, der zur Privatwohnungen umgewidmet worden war (hier befindet sich heute der Square Roger-Stéphane) lebte von 1819 bis zu ihrem Tod 1849 Madame Récamier, erst in einem Zweizimmerappartement in der dritten Etage, ab 1829 in einer größeren Wohnung in der ersten Etage. Hier hielt sie ihren Salon ab, der einer der wichtigsten in der europäischen Literatur wurde, unter dem Vorsitz von François-René de Chateaubriand mit jungen Schriftstellern wie Alphonse de Lamartine, Charles-Augustin Sainte-Beuve und Honoré de Balzac.